# K League 2003
La K League 2003 fue la 21.ª temporada de la K League. Contó con la participación de doce equipos. El torneo comenzó el 23 de marzo y terminó el 16 de noviembre de 2003.
Los nuevos participantes fueron Daegu FC y Gwangju Sangmu Phoenix. Así, la liga surcoreana tuvo debutantes por primera vez en seis años.
El campeón fue Seongnam Ilhwa Chunma, por lo que clasificó a la Liga de Campeones de la AFC 2004. Por otra parte, salió subcampeón Ulsan Hyundai Horang-i.

## Reglamento de juego
El torneo se disputó en un formato de todos contra todos a doble ida y vuelta, de manera tal que cada equipo debió jugar dos partidos de local y dos de visitante contra sus otros once contrincantes. Una victoria se puntuaba con tres unidades, mientras que el empate valía un punto y la derrota, ninguno.
Para desempatar se utilizaron los siguientes criterios:
1. Puntos
2. Diferencia de goles
3. Goles anotados
4. Resultados entre los equipos en cuestión

## Tabla de posiciones
| Pos. | Equipo                    | Pts. | PJ | G  | E  | P  | GF | GC | Dif. | Clasificación                                                                      |
| ---- | ------------------------- | ---- | -- | -- | -- | -- | -- | -- | ---- | ---------------------------------------------------------------------------------- |
| 1    | Seongnam Ilhwa Chunma (C) | 91   | 44 | 27 | 10 | 7  | 85 | 50 | +35  | Clasificado a la Liga de Campeones de la AFC 2004 y a la Copa de Campeones A3 2004 |
| 2    | Ulsan Hyundai Horang-i    | 73   | 44 | 20 | 13 | 11 | 63 | 44 | +19  |                                                                                    |
| 3    | Suwon Samsung Bluewings   | 72   | 44 | 19 | 15 | 10 | 59 | 46 | +13  |                                                                                    |
| 4    | Chunnam Dragons           | 71   | 44 | 17 | 20 | 7  | 65 | 48 | +17  |                                                                                    |
| 5    | Jeonbuk Hyundai Motors    | 69   | 44 | 18 | 15 | 11 | 72 | 58 | +14  | Clasificado a la Liga de Campeones de la AFC 2004                                  |
| 6    | Daejeon Citizen           | 65   | 44 | 18 | 11 | 15 | 50 | 51 | −1   |                                                                                    |
| 7    | Pohang Steelers           | 64   | 44 | 17 | 13 | 14 | 53 | 46 | +7   |                                                                                    |
| 8    | Anyang LG Cheetahs        | 56   | 44 | 14 | 14 | 16 | 69 | 68 | +1   |                                                                                    |
| 9    | Busan I'Cons              | 49   | 44 | 13 | 10 | 21 | 41 | 71 | −30  |                                                                                    |
| 10   | Gwangju Sangmu Phoenix    | 46   | 44 | 13 | 7  | 24 | 41 | 60 | −19  |                                                                                    |
| 11   | Daegu FC                  | 37   | 44 | 7  | 16 | 21 | 38 | 60 | −22  |                                                                                    |
| 12   | Bucheon SK                | 21   | 44 | 3  | 12 | 29 | 39 | 73 | −34  |                                                                                    |

 Fuente: South Korea 2003
Notas:
1. ↑  Jeonbuk Hyundai Motors se clasificó para la Liga de Campeones de la AFC 2004 al ganar la Copa FA de Corea 2003.

## Campeón
|                                          |
|                                          |
| Campeón Seongnam Ilhwa Chunma 6.º título |